# Teewurst

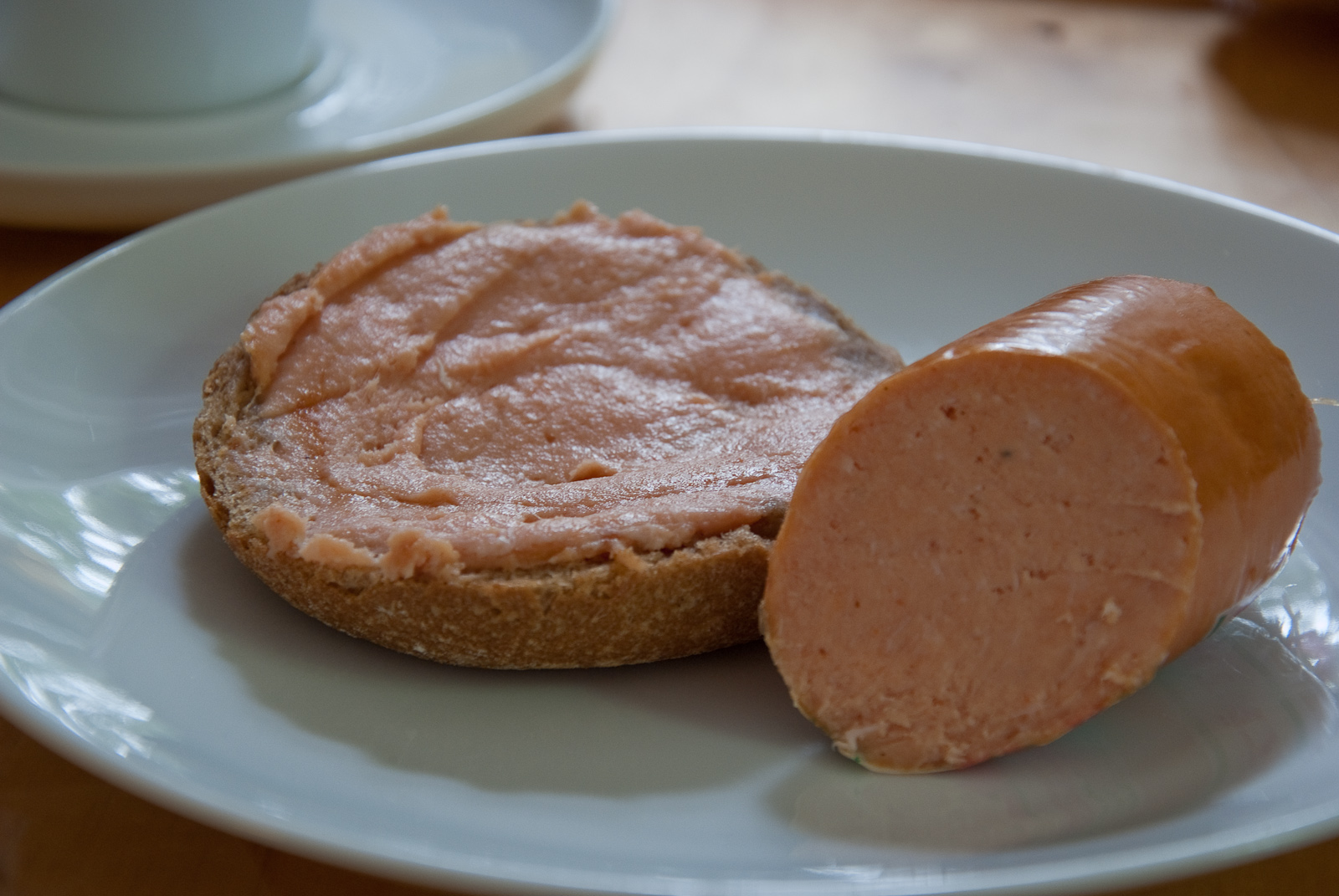
Angeschnittene feine Teewurst

Teewurst ist eine streichfähige geräucherte Rohwurst.

## Herstellung

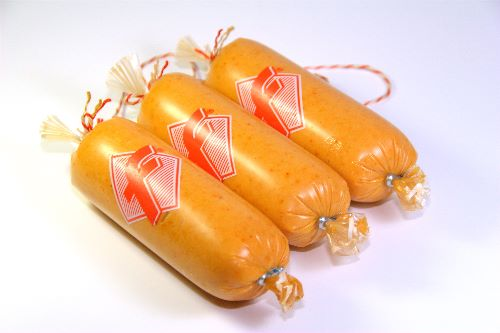
Teewürste aus handwerklicher Herstellung eines deutschen Fleischerfachgeschäftes (mit f-Marke)

Zur Herstellung von Teewurst werden mageres Schweinefleisch, Schweinebauch und mageres Rindfleisch gemeinsam durch Wolfen und Kuttern fein zerkleinert. Anschließend würzt man die Masse typischerweise mit Pökelsalz, Pfeffer, edelsüßem Paprika, Mazis und Wacholderrum. Die Abfüllung erfolgt in einen rauchdurchlässigen Kunstdarm mit einem Kaliber von etwa 40–45 mm. Die Reifedauer beträgt 24 bis 48 Stunden. Abschließend wird die Wurst 12 Stunden kalt geräuchert. Laut österreichischem Lebensmittelbuch besteht Teewurst aus fein zerkleinertem Schweinefleisch, bis zu 25 % Rindfleisch und 35 % Speck, ist kalt geräuchert, jedoch nicht gereift oder getrocknet und zum alsbaldigen Verzehr bestimmt.

## Wurstsorten
In Deutschland werden bei der Herstellung von Wurstsorten meist Standardrezepte verwendet. Beispiele dafür sind:
- Grobe Teewurst: Wurstmasse wird nur mit 3-mm-Scheibe gewolft, nicht gekuttert, weiteres Würzmittel ist Jamaikarum, Reifephase von 12 bis 24 Stunden, Kunstdarm Kaliber 43/50
- Grobe Teewurst Rügenwalder Art: Wurstmasse wird nur mit 3-mm-Scheibe gewolft, sonst wie Rügenwalder Art
- Teewurst Rügenwalder Art: Mageres Rind- und Schweinefleisch mit kalt geräuchertem Speck, weitere Gewürze sind Kardamom, Ingwer und Honig
- Teewurst Berliner Art: Mageres Rind- und Schweinefleisch, durchwachsenes Schweinefleisch, frischer Speck, weitere Gewürze sind Kardamom, Piment und Rum
- Teewurst Göttinger Art: Mageres Rind- und Schweinefleisch, roher und frisch geräucherter Speck, Flomen
- Pommersche Teewurst: Mageres Rind- und Schweinefleisch, fetter Schweinebauch, weitere Gewürze sind: Weißer Pfeffer, Rosenpaprika, Kardamom, Piment und Rum. Im Original wurde in enge Mitteldärmen mit Kaliber 55/50 abgefüllt. Diese Würste werden auch Leipziger Weihnachtswürstchen genannt.

## Herkunft des Begriffs
Die Herkunft des Begriffs ist unklar; als Inhaltsstoff war nie Tee enthalten. Ein Erklärungsansatz bezieht sich auf das Unternehmen Rügenwalder Mühle. Danach liegt die Herkunft der Teewurst im hinterpommerschen Rügenwalde. Dort stellte sie seit 1874 der Fleischwarenfabrikant Georg Wilhelm Heinrich Schmidthals (1837–1927) her. Seine Frau, die Fleischermeisterstochter Karoline Ulrike Rudolph (1841–1925), soll das Rezept im Jahr 1866 in die Ehe mitgebracht haben. Später soll man einen Namen für die Wurst gesucht haben, und da man nachmittags Wurstbrote zum Tee verspeiste und feststellte, dass diese Wurst besonders gut zum Tee passe, die Wurst entsprechend benannt haben. Andere Quellen besagen, dass man mit dem Attribut „Tee“ an „hochherrschaftliche englische Gebräuche“ erinnern wollte.

## Rügenwalder Teewurst
Bis zum Jahr 1945 konnte sich in Rügenwalde eine Fleischwarenindustrie etablieren, deren bekanntestes Produkt die Teewurst war. Im Jahr 1927 wurde der Begriff Rügenwalder Teewurst als geografische Herkunftsbezeichnung rechtlich geschützt. Aus Rügenwalde vertriebene Wurstfabrikanten gründeten in Westdeutschland neue Betriebe und nahmen die Produktion der traditionellen Teewurst wieder auf. Sie gründeten 1957 in Bad Zwischenahn den Verband Rügenwalder Fleischwarenfabrikanten, einen Verein ehemaliger Rügenwalder Fleischfabrikanten, der seitdem Inhaber der Wortmarke Rügenwalder Teewurst ist. Nach einem Urteil des BGH dürfen heute nur Unternehmen, die ehemals in Rügenwalde angesiedelt waren, die Markenbezeichnung Rügenwalder Teewurst verwenden. Unternehmen, die diese Abstammung nicht nachweisen können, dürfen nur „Teewurst“ oder „Teewurst nach Rügenwalder Art“ in den Handel bringen.
Derzeit dürfen die drei folgenden Unternehmen die Markenbezeichnung Rügenwalder Teewurst verwenden:
- Rügenwalder Spezialitäten Plüntsch GmbH & Co. KG[9]
- Rügenwalder Mühle Carl Müller GmbH & Co. KG[10]
- Wilhelm Brandenburg GmbH & Co. oHG[11]